# 716

## Догађаји
- Византијско-арапски ратови: Омејадски калиф Сулејман ибн Абд Ал-Малик почиње припреме за свој поход на Цариград; он наређује да се граде нови бродови у лучким градовима у Палестини, Египту и Ифрикији. Генерал Омар ибн Хубејра поморским препадом упада у јужну Анадолију и осваја Ликију, где му се придружује још једна арапска флота и они проводе зиму. Како морнарица напредује, Сулејман шаље копнене војске у Анадолију, која се настањује у Цезареји.
- Цар Теодосије III закључује мировни споразум са Кормесијем, сином Тервела од Бугарске, у настојању да обезбеди подршку против арапске инвазије у Анадолији (савремена Турска). Уговором су признате бугарске границе, укључујући и новостечене земље Загоре (види 705). Теодосије пристаје да плаћа годишњи данак и размењује избеглице оптужене за заверу против законитог владара. Роба се може увозити или извозити само са државним печатом. Бугарски трговци добијају званичан приступ трговачком тржишту у Цариграду.
- Битка код Келна: Карла Мартела, градоначелника палате Аустразије, поразили су Неустријани под краљем Хилериком II и његовим градоначелником Рагенфридом у близини Келна, који су извршили инвазију на Аустразију да наметну своју вољу конкурентским франачким фракцијама Теудоалда и Плектруде. Истовремено, Радбод, краљ (или војвода) Фриза, напада Аустразију и савезнике са Неустријанцима. Карло је приморан да побегне у планине Ајфел (Ардени).
- Битка код Амблева: Карло Мартел побеђује своје ривале из Неустрије и Фризије код Амела (данашња Белгија). Његове снаге нападају војску Хилерика II и његове савезнике док се тријумфално враћају из Келна. Према Анали Меца, Карло користи лажно повлачење да уништи своје непријатеље док се одмарају и враћа велики део откупнине коју је Плектруда платила Хиперику. Остаће непоражен до своје смрти, 25 година касније.
- Краљ Осред I од Нортумбрије је убијен у бици, вероватно од стране Пикта у Манау Гододин (Шкотска). Наследио га је његов даљи рођак Цоенред.
- Абд ал-Азиз ибн Муса, гувернер Ал-Андалуза (модерна Шпанија), убијен је по налогу калифа Сулејмана ибн Абд ал-Малика. Наследио га је његов рођак Ајуб ибн Хабиб ал-Лахми, који постаје привремени "заштитник" (вали) на 6 месеци, и премешта престоницу у Кордобу, док га не замени Ал-Хур ибн Абд ал-Рахман ал-Такафи.
- Капаган Кан, владар (каган) Другог турског каганата (Централна Азија), убијен је током кампање против свог ривала Токуза Огуза. Његова одсечена глава је послата у Чанган, престоницу династије Танг. Капагана је наследио његов син Инел Кхаган.
- Бонифатије Мисионар, англосаксонски мисионар, напушта Енглеску и путује у Фризију (западни делови данашње Холандије) да би помогао Вилиброрду, епископу Утрехта, у његовом раду на преобраћењу паганских Фризана.